# Elred de Rievaulx
Elred de Rievaulx (o Rievall) fou un monjo i abat cistercenc anglès del segle xii, teòleg i escriptor. L'Església Catòlica i la Comunió Anglicana el veneren com a sant.

## Biografia
Elred (llatí: Aelredus, anglès: Ailred) va néixer a Hexham (Northúmbria, entre Anglaterra i Escòcia) l'any 1110. Va rebre la primera instrucció al priorat de Durham, i cap a l'edat de catorze anys entrà al servei del rei David I d'Escòcia, venerat també com a sant, a la cort del qual va completar la seva formació, passant després a ocupar el càrrec de majordom (dispensator). Cap al 1134 abraçà la vida monàstica cistercenca al monestir de Rievaulx (Yorkshire), casa fundada dos anys abans per l'abadia de Claravall (Clairvaux, França), d'on era abat sant Bernat.
El seu humanisme i els seus talents intel·lectuals i espirituals, el portaren ben aviat a assumir tasques de guiatge al si de la seva comunitat: en va ser mestre de novicis entre els anys 1141 i 1143 i abat des del 1147 fins a la seva mort, el 1167. Abans, encara, entre el 1143 i el 1147 havia estat el primer abat de Revesby, casa filial de Rievaulx.
Va morir al seu monestir de Rievaulx el 12 de gener de 1167, dia en què el commemora el martirologi romà.

## Obres

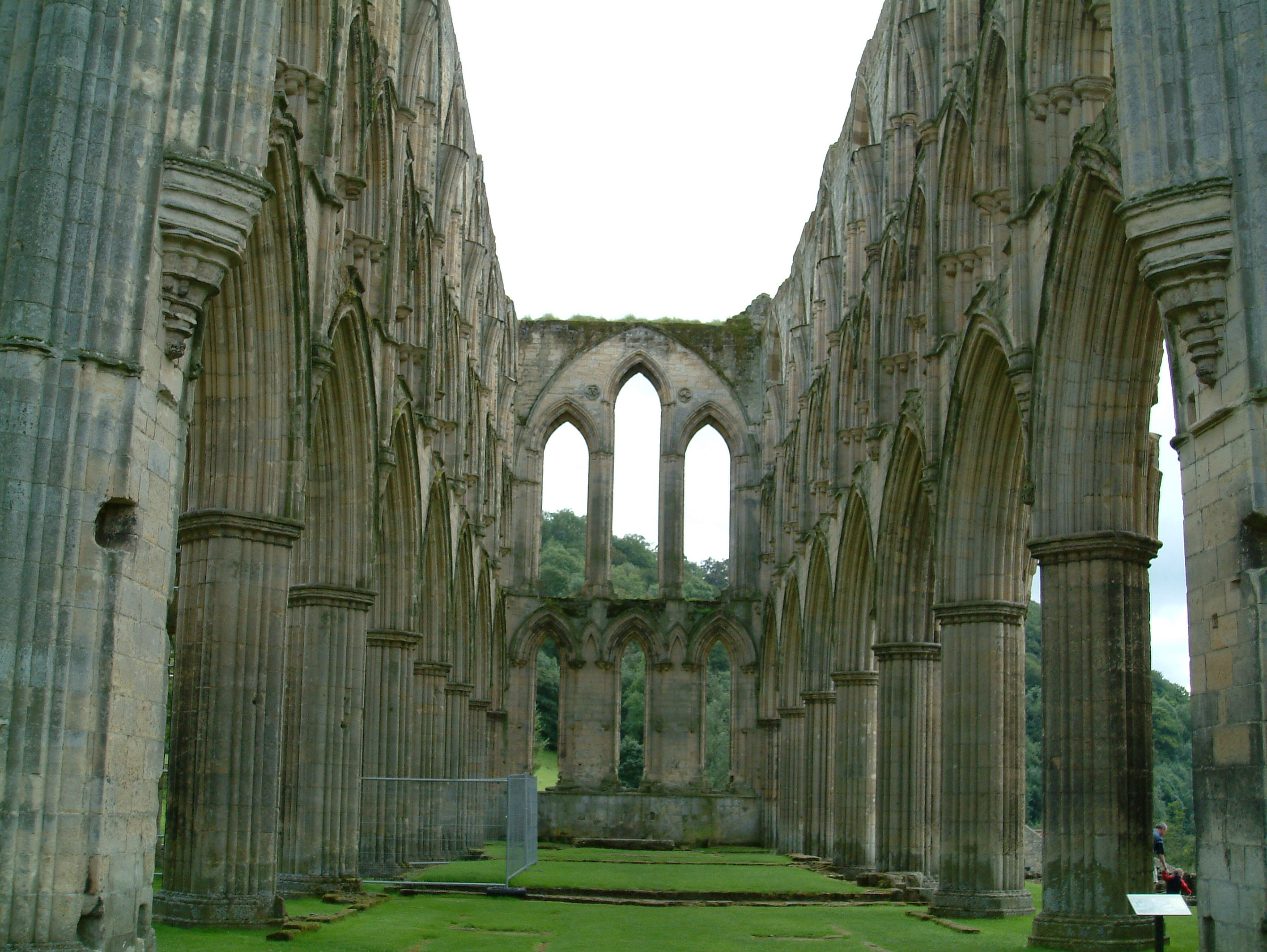
Ruïnes de l'església abacial de Rievaulx

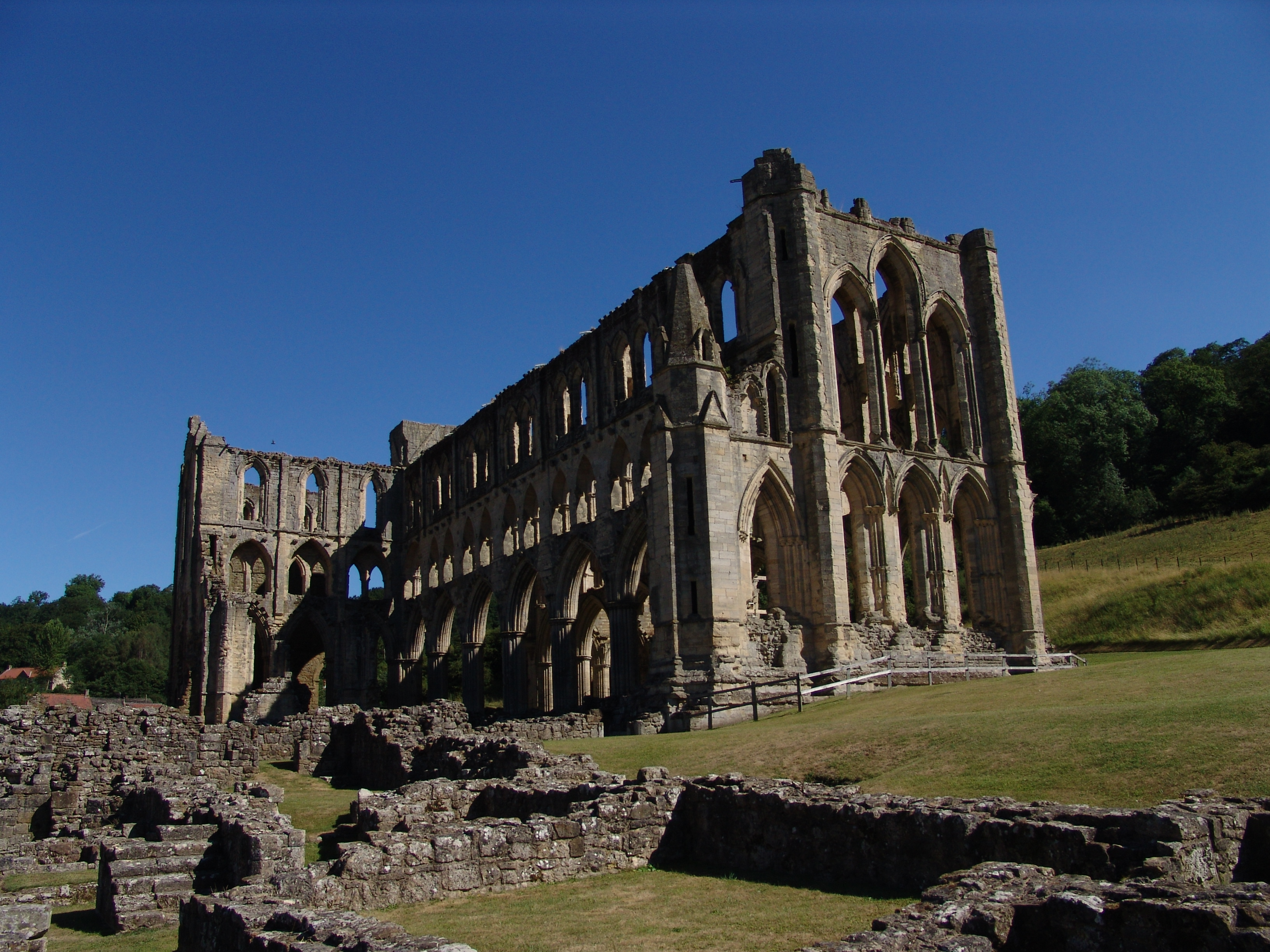
Ruïnes de Rievaulx

A més dels nombrosos sermons litúrgics predicats a la seva comunitat de Rievaulx, i després editats per ell mateix, Elred és conegut pel seu tractat teològic sobre l'amor, De Speculo caritatis (El mirall de la caritat), i, sobretot, ja que és l'obra que el va fer famós, pel tractat sobre l'amistat espiritual, De spiritali amicitia, un text que va ser llegit i rellegit durant tota l'edat mitjana en els noviciats cistercencs, i del qual ens han arribat nombrosos manuscrits. Aquestes dues obres es complementen, en tant que la primera tracta de l'amor com a virtut teologal, és a dir, amb relació a Déu, i la segona de l'amor humà, que Elred concreta en l'amistat com a camí d'accés a l'amor teologal.

### Obres històriques i biogràfiques
- De bello Standardii
- Genealogia regum Anglorum
- Vita sancti Edwardi, regis et confessoris
- Vita sancti Niniani
- Vitae antiquae Sanctorum Scotiae
- De sanctimoniali de Watton
- Historiae anglicanae scriptores
- De fundatione monasteriorum Sanctae Mariae Eboracensis et de Fontibus
- De sanctis ecclesiae Haugustaldensis

### Obres teològiques, espirituals i ascètiques
- De speculo caritatis
- Compendium speculi caritatis
- Sermo de dilectione Dei
- De Iesu puero duodenni
- De spiritali amicitia
- Abreviationes de spiritali amicitia
- De institutione inclusarum
- Dialogus de anima
- Oratio pastoralis
- Sermones de tempore et de sanctis
- Sermones de oneribus (32 sermons sobre Isaïes 13-16, que constitueixen un tractat sobre la perfecció cristiana)

### Obres perdudes
- Chronicon ab Adam ad Henricum
- Fasciculus frontium
- Epistolae

## El tractat «Sobre l'amistat espiritual»
En el De spiritali amicitia, escrit entre els anys 1158 i 1163, Elred presenta l'amistat com un marc, com un espai capaç d'estructurar i d'humanitzar la vida personal i comunitària dels monjos amb vista al seu objectiu espiritual: la recerca de Déu. Ho fa recuperant un filó preciós de la psicologia i de l'antropologia clàssiques, rellegint-lo i actualitzant-lo en funció del nou context. Aquest filó és el tema de l'amistat, que havia estat tractat ja per Sòcrates i per Plató, i de manera més sistemàtica per Aristòtil, que hi dedicà els llibres VIII i IX de la seva Ètica a Nicòmac. Aquest filó de reflexió antropològica i sapiencial assolí una de les seves fites en el tractat de Marc Tul·li Ciceró, el Laelius o De amicitia (44 aC), text que, de jove, havia impressionat Elred, i que va retrobar al noviciat de Rievaulx.
Elred assumeix sense reserves la definició ciceroniana d'amistat: «L'amistat —diu Ciceró— és el consens en les coses humanes i divines, basat en la benvolença i la caritat». Aquesta definició neix d'una antropologia oberta al transcendent, que entén l'home com un esperit encarnat, en el qual la dimensió espiritual i la dimensió humana es troben harmònicament integrades.
Segons Elred, una amistat autèntica ha de tenir aquestes notes: dilectio, affectio, securitas i iucunditas. Ho explica així: «Hi ha quatre elements que em semblen especialment propis de l'amistat: la dilecció, l'afecte, la confiança i l'elegància. La dilecció s'expressa amb els favors dictats per la benvolença; l'afecte, amb aquella delectació que neix del més íntim de nosaltres mateixos; la confiança, amb la manifestació, sense temor ni sospita, de tots els secrets i pensaments; l'elegància, amb la compartició delicada i amable de tots els esdeveniments de la vida —els joiosos i els tristos—, de tots els nostres propòsits —els nocius i els útils—, i de tot el que podem ensenyar o aprendre».

## Teologia i espiritualitat
És un representant de l'anomenada teologia monàstica, conreada en els monestirs medievals, i que amb l'aparició de Cister experimentà un nou impuls, amb autors com Bernat de Claravall, Guillem de Saint-Thierry, Guerric d'Igny, i el mateix Elred, tots ells contemporanis del segle xii. Aquesta teologia elaborada en els claustres cistercencs, a diferència de la que es feia en les escoles de les catedrals i en les universitats, més especulativa, no separa la reflexió intel·lectual de la vida, el coneixement de l'amor. És una teologia encarnada en la pròpia existència i en l'experiència, que brolla del misteri de la fe cregut i viscut en la litúrgia, i que es fonamenta en la lectura pausada i assaborida de la Sagrada Escriptura.
La doctrina teològica d'Elred se sintetitza així: l'ànima humana, creada a imatge de Déu, ferida pel pecat, pot retrobar el seu estat primigeni amb l'ajuda del Crist, vivint en profunditat l'amor en el seu doble vessant: diví (amor teologal) i humà (amistat). L'ànima, és a dir, l'home, la persona en camí, troba en l'amor diví i humà la possibilitat d'arribar a la seva plenitud, al seu sentit, a la seva felicitat.
Pel que fa a l'espiritualitat pròpiament monàstica, la gran aportació d'Elred és la recuperació de l'amistat com a estructura personal i comunitària de la caritat fraterna que la regla de sant Benet proposa de viure als seus monjos. De fet, la comunitat monàstica, que sant Benet definia com una «escola del servei», esdevé en Elred l'escola de l'amor, de l'amor envers Déu i de l'amor dels uns pels altres.
Així, l'espiritualitat d'Elred és molt concreta i afectiva, en tant que pretén arribar al cor de cada persona i encoratjar-la a configurar-se més i més amb Crist, que és l'ideal del monjo.

## Aportació d'Elred al món de la cultura i del pensament europeu
Elred de Rievaulx és valorat sobretot per la seva capacitat de fer dialogar la teologia amb la cultura i amb el pensament humà. Al segle xii, no existia per al món cristià un pensament filosòfic autònom, al marge de la reflexió teològica, i aquest pensament calgué cercar-lo en el passat. El De amicitia de Ciceró, que és l'obra de referència escollida per Elred, té el valor afegit de concentrar sintèticament el pensament de l'antiguitat clàssica sobre l'amistat des de Sòcrates, Aristòtil i Plató.
La seva aportació a la recuperació i la relectura dels textos de l'antiguitat clàssica prepara i explica el fenomen cultural i espiritual de l'Humanisme que esclatarà amb tot el vigor en els segles xv i xvi.
Louis Bouyer dibuixa així el perfil humà i espiritual del monjo Elred: «En Elred veiem florir veritablement l'humanisme de Cister, amb els trets que el caracteritzen. […] Humanista a causa del seu interès per tot allò que és humà, pels detalls psicològics, per la seva atenció als matisos més delicats dels sentiments o, senzillament, per la importància que atribueix als afectes humans. També en el sentit doctrinal: la seva obra és, per damunt de tot, la d'un moralista, que observa i analitza els moviments del cor, i per a ell l'ideal monàstic i cristià s'expressa en la construcció de la personalitat. La vida social hi ocupa segurament el mateix espai de la vida interior».